# Wayne Bullimore
Wayne Bullimore (født 12. september 1970 i Sutton-in-Ashfield, England) er en engelsk tidligere fodboldspiller, der spillede som midtbane for syv klubber. 

## Karriere
Bullimore spillede en del af sin ungdomskarriere i Manchester United, hvor han spillede fra 1988 til 1991. Han skrev under på en fri transfer med Barnsley, hvori han fik sin professionelle debut. Han har desuden spillet for Stockport County, Scunthorpe United, Bradford City, Peterborough United og Scarborough. Derudover har han været på lån i Doncaster Rovers. 